# Quartiere Cave di Peperino
Il quartiere Cave di Peperino ( 'e Cave in dialetto marinese) è un quartiere della cittadina di Marino, in provincia di Roma, nell'area dei Castelli Romani.

## Storia
Il quartiere, posto fuori dall'antica cerchia muraria medioevale e situato nella vallata della marana delle Pietrare sotto il centro storico di Marino, trae origine dalla presenza delle enormi cave di peperino, attive a partire dall'età romana fino al 1960, quando a causa della realizzazione della Strada statale 217 Via dei Laghi sulla roccia sovrastante le cave si dovette interrompere l'estrazione della pietra.
Nel quartiere è situata la stazione di Marino Laziale sulla ferrovia Roma-Albano, realizzata nel 1889 e collegata a Marino da grandi scalinate in peperino che colmano i quasi 200 metri di dislivello tra la stazione e l'abitato, note ai marinesi come  'e scalette de 'a Stazione.
Inoltre il Comune di Marino ed il Comitato di Quartiere si sono occupate della realizzazione di un impianto sportivo nel quartiere, così attualmente sono presenti un campo da pallavolo e basket, un campetto da calcio a 5 sterrato e un grande piazzale utilizzato nelle sere d'estate come pista da ballo. In servizio di tutto ciò è in fase di completamento un parcheggio.
Durante il periodo di Natale il Comitato di Quartiere organizza il tradizionale presepe vivente tra le scenografiche latomie delle cave.

## Monumenti e luoghi d'interesse

### Architetture religiose

#### Edicole sacre
- Edicola della Madonna di Fatima.[1]

### Monumenti e Sculture
Lungo la via cave di peperino e nel parco adiacente si trovano 8 sculture in peperino derivanti dalla biennale di scultura svolta tra il 1978-1980 di artisti locali ed esteri come Luis Ramon, Jaksic Pero, Mishicu.
Opere ulteriori da donazioni di  artisti locali come i bassorilievi in peperino di Luigi Verdini, Valerio Capoccia, Mattia Pagliarini.
Ed opere dei locali marmisti Bardelloni e De Nicola.

## Galleria d'immagini

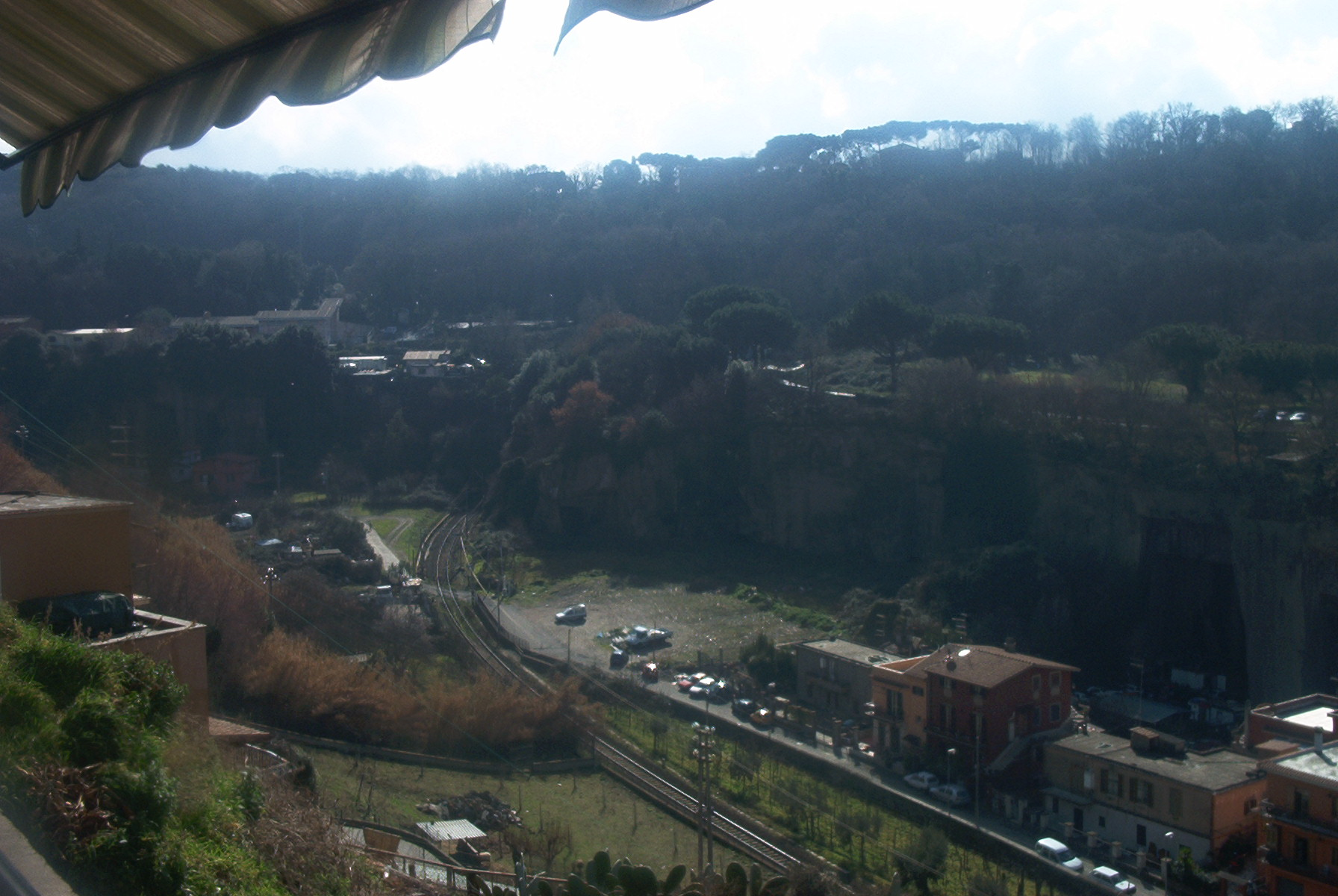
Cave di Peperino dal centro storico: zona sud (da notare la ferrovia Roma-Albano)
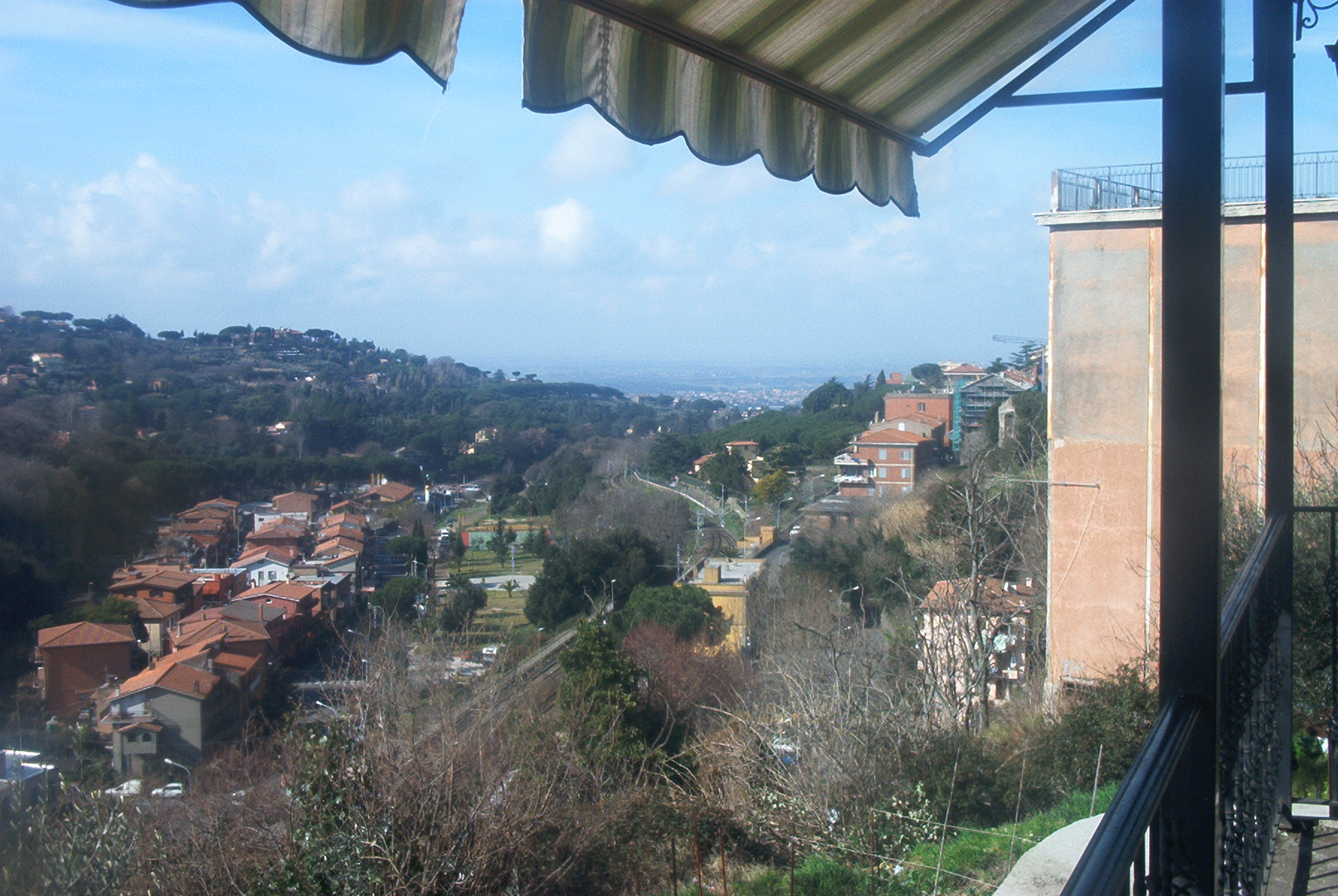
Cave di Peperino dal centro storico: zona nord (da notare la stazione di Marino Laziale)